# Осоракан
Осоракан (яп. 恐羅漢山 осоракандзан) — гора в Японии, в регионе Тюгоку. Находится на границе городка Акиота префектуры Хиросима и города Масуда префектуры Симане. Высота 1346,4 м над у. м. Считается наиболее высокой горой префектуры Хиросима. Является частью префектурального парка «Горы западного Тюгоку».
С вершины горы Осоракан видно Японское море. Склон относительно крутой в сравнении с другими горами региона Тюгоку. На горе расположен лыжный курорт и лагерь для любителей кемпинга.